# Campeonato Brasileiro de Futebol Americano de 2019
O Campeonato Brasileiro de Futebol Americano de 2019 foi uma competição organizada pela Liga Brasil Futebol Americano (Liga BFA) chancelada pela Confederação Brasileira de Futebol Americano (CBFA). Neste ano a Liga Nacional de Futebol Americano não organizou a divisão de acesso, ao contrário dos anos anteriores, ficando todas as ligas à cargo da Liga BFA. As disputas foram divididas em três campeonatos: Liga BFA - Elite, Liga BFA - Acesso e Liga BFA - Norte. A Liga BFA - Norte foi uma competição apartada das demais. O campeonato nacional contou com 80 equipes: 33 na Liga BFA - Elite, 37 na Liga BFA - Acesso e 10 na Liga BFA - Norte.

## Liga BFA - Elite
Este torneio contou com a participação de 33 equipes em suas quatro conferências. Disputaram 27 equipes que participaram da elite nacional, a BFA 2018, as quatro equipes que garantiram acesso através da Liga Nacional de 2018 e da Liga Nordeste de 2018, uma equipe convidada, o Macaé Oilers, para ocupar a vaga do Botafogo Reptiles, que foi incorporado pelo Vasco Almirantes, antigo Patriotas, e mais uma equipe da Conferência Centro-Oeste para adequação dos grupos, o Sinop Coyotes. As duas melhores equipes disputaram a grande final, o Brasil Bowl X. A pior equipe de cada conferência foi rebaixada à Liga BFA 2020 - Acesso.

### Equipes participantes
| Conferência Sul | Conferência Sul | Conferência Sudeste                                                                                  | Conferência Sudeste                                                                                       |
| --- | --- | --- | --- |
| - Coritiba Crocodiles - Gaspar Black Hawks - Jaraguá Breakers - Paraná HP - Santa Maria Soldiers - São José Istepôs - Timbó Rex | - Coritiba Crocodiles - Gaspar Black Hawks - Jaraguá Breakers - Paraná HP - Santa Maria Soldiers - São José Istepôs - Timbó Rex | Grupo A - Flamengo Imperadores - Galo FA - Macaé Oilers - Portuguesa FA - Ribeirão Preto Challengers | Grupo B - América Locomotiva - Corinthians Steamrollers - São Paulo Storm - Tritões FA - Vasco Almirantes |
| Conferência Centro-Oeste | Conferência Centro-Oeste | Conferência Nordeste                                                                                 | Conferência Nordeste                                                                                      |
| Grupo Centro - Brasília Templários - Campo Grande Predadores - Leões de Judá - Tubarões do Cerrado                              | Grupo Oeste - Cuiabá Arsenal - Rondonópolis Hawks - Sinop Coyotes - Sorriso Hornets                                             | Grupo Norte - Bulls Potiguares - Ceará Caçadores - Natal Scorpions - UFERSA Petroleiros              | Grupo Sul - Cavalaria 2 de Julho - João Pessoa Espectros - Recife Mariners - Santa Cruz Pirates           |

### Premiações
| Brasil Bowl X                             |
| Paraíba                                   |
| ----------------------------------------- |
| João Pessoa Espectros Campeão (2º título) |

| Conferência Sul               |
| Santa Catarina                |
| ----------------------------- |
| Timbó Rex Campeão (5º título) |

| Conferência Sudeste         |
| Minas Gerais                |
| --------------------------- |
| Galo FA Campeão (3º título) |

| Conferência Centro-Oeste                |
| Distrito Federal (Brasil)               |
| --------------------------------------- |
| Tubarões do Cerrado Campeão (2º título) |

| Conferência Nordeste (Nordeste Bowl X)     |
| Paraíba                                    |
| ------------------------------------------ |
| João Pessoa Espectros Campeão (10º título) |

## Liga BFA - Acesso
Este torneio contou com a participação de 37 equipes em suas quatro conferências. As quatro equipes campeãs de conferência garantiram vaga na Liga BFA 2020 - Elite. Nesta edição não houve o cruzamento dos times campeões das conferências para decidir o campeão nacional da segunda divisão.

### Equipes participantes
| Conferência Centro-Oeste                                            | Conferência Sudeste                                                                                   | Conferência Sudeste                                                                    | Conferência Sudeste | Conferência Sudeste |
| ------------------------------------------------------------------- | --- | -------------------------------------------------------------------------------------- | --- | --- |
| - Brasília V8 - Brasília Wizards - Goiânia Saints - Leões de Judá B | Grupo A - Independente de Limeira Tomahawk - Rio Preto Weilers - Sorocaba Vipers - Univás Gladiadores | Grupo B - Delta Football - Mooca Destroyers - Spartans Football - Tatuapé Monsters     | Grupo C - Blaze FA - Contagem Inconfidentes - Nova Serrana Forgeds - Palmeiras Locomotives                                        | Grupo D - Espírito Santo Black Knights - Betim Bulldogs - Dark Owls FA - Ipatinga Tigres                                          |
| Conferência Nordeste                                                | Conferência Nordeste                                                                                  | Conferência Nordeste                                                                   | Conferência Sul | Conferência Sul |
| Grupo Norte - Carrancas FA - Roma Gladiadores - São Luís Sharks     | Grupo Central - Caruaru Wolves - Recife Mariners Development - Tropa Campina UniFacisa                | Grupo Sul - Fortaleza Tritões - Maceió Marechais - Recife Apaches - Sergipe Redentores | - Armada Lions FA - Brown Spiders FA - Canoas Bulls - Juventude FA - Moon Howlers FA - Porto Alegre Gorillas - Santa Cruz Chacais | - Armada Lions FA - Brown Spiders FA - Canoas Bulls - Juventude FA - Moon Howlers FA - Porto Alegre Gorillas - Santa Cruz Chacais |

### Premiações
| Conferência Centro-Oeste da Liga BFA 2019 - Acesso |
| Distrito Federal (Brasil)                          |
| -------------------------------------------------- |
| Brasília V8 Campeão (1º título)                    |

| Conferência Sudeste da Liga BFA 2019 - Acesso |
| São Paulo                                     |
| --------------------------------------------- |
| Rio Preto Weilers Campeão (1º título)         |

| Conferência Nordeste da Liga BFA 2019 - Acesso |
| Pernambuco                                     |
| ---------------------------------------------- |
| Caruaru Wolves Campeão (1º título)             |

| Conferência Sul da Liga BFA 2019 - Acesso |
| Paraná                                    |
| ----------------------------------------- |
| Brown Spiders FA Campeão (1º título)      |

## Liga BFA - Norte
Este torneio contaria com a participação de dez equipes em suas duas divisões. Porém, houve a desistência das equipes Amazon Black Hawks, Manaus North Lions e Manaus Raptors, todas da Divisão Amazonas. O campeão da Liga BFA - Norte não cruzou com nenhum campeão de outra liga em 2019, sendo uma liga totalmente independente.

### Equipes participantes
| Divisão Amazonas                                                                               | Divisão Pará                                                                 |
| ---------------------------------------------------------------------------------------------- | ---------------------------------------------------------------------------- |
| - Amazon Black Hawks - Manaus Broncos - Manaus Cavaliers - Manaus North Lions - Manaus Raptors | - Belém Titans - Paysandu Lobos - Remo Lions - Tupinambás FA - Vingadores FA |

### Premiação
| Liga BFA 2019 - Norte              |
| Amazonas                           |
| ---------------------------------- |
| Manaus Broncos Campeão (1º título) |